# Anzin
Anzin è un comune francese di 13 867 abitanti situato nel dipartimento del Nord nella regione dell'Alta Francia.
La cittadina è famosa per essere stato il sito originario del bacino minerario del Nord-Passo di Calais. Con la chiusura dell'attività siderurgica negli anni '80 tutta l'area è entrata in una profonda crisi economica.

## Società

### Evoluzione demografica
Abitanti censiti